# Església de la Mercè (Campmany)
Església de la Mercè és una església del municipi de Campmany (Alt Empordà) protegida com a bé cultural d'interès local.

## Descripció
Situada a ponent del nucli urbà de la població de Campmany, al peu de la carretera N-II dins del quilòmetre 775. Es troba adossada, per la banda de migdia, a l'antic edifici dels banys de la Mercè, completament transformat actualment.
Temple de petites dimensions que consta d'una sola nau coberta per una volta catalana. La façana principal, orientada a tramuntana, presenta una porta d'accés d'arc apuntat amb un petit òcul situat damunt seu a manera de petit rosetó. Fins no fa gaire temps, la part superior de la façana estava rematada per un campanar de cadireta actualment desaparegut. El mur lateral del sector de ponent disposa d'una mena de pilastres adossades sobresortides a manera de contraforts, que no tenen cap funció estructural, sinó que es tracta d'elements únicament decoratius. Entre aquests contraforts s'obren petites finestres d'arc apuntat. En l'actualitat, el mur de llevant està completament cobert d'heura, sense poder contemplar el parament.
La construcció està bastida mitjançant l'alternança de la pedra petita irregular i maó. Aquest darrer s'ha utilitzat sobretot per l'emmarcament de les diverses obertures i per decorar les cantonades de l'edifici.

## Història
L'església respon a un tipus d'edifici propi de l'estil historicista, desenvolupat a partir de mitjans del segle passat. Es tracta, doncs, d'un edifici que estructuralment recupera la tipologia romànica de temples de petites dimensions propis de l'àmbit rural, encara que s'hi ha practicat també una sèrie d'elements gòtics. Val a dir, per tant, que dins del seu historicisme el temple presenta també un cert eclecticisme. En origen, l'església era la capella de l'antic balneari conegut com els banys de la Mercè, ubicada en aquest indret.
Tenim coneixença que la part superior del temple quedava rematada per un senzill campanar de cadireta, format per un arc de mig punt cobert amb un teulat a dues vessants, que actualment ha estat destruït.